# زنبق مسلمان
زنبق مسلمان (نام علمی: Iris spuria subsp. musulmanica) نام یک زیرگونه از گونه زنبق نمکزار است.